# Hradîzk
Hradîzk (în ucraineană Градизьк) este o așezare de tip urban din raionul Hlobîne, regiunea Poltava, Ucraina. În afara localității principale, mai cuprinde și satele Hannivka, Kotlearevske, Lizkî și Seredpillea.

## Demografie
Componența lingvistică a așezării de tip urban Hradîzk
     Ucraineană (95,23%)
     Rusă (4%)
     Alte limbi (0,26%)
Conform recensământului din 2001, majoritatea populației așezării de tip urban Hradîzk era vorbitoare de ucraineană (95,23%), existând în minoritate și vorbitori de rusă (4%).